# Estadio Nuevo Los Cármenes
Das Estadio Nuevo Los Cármenes ist ein Fußballstadion in der südspanischen Stadt Granada, Autonome Gemeinschaft Andalusien. Es ist die sportliche Heimat des Vereins FC Granada und der Reservemannschaft Granada Atlético (seit 2009).

## Geschichte
Das am 16. Mai 1995 eingeweihte Stadion ersetzte die alte Spielstätte Estadio de Los Cármenes aus den 1930er Jahren. Wie häufig in Spanien anzutreffen, ist nur die Haupttribüne überdacht. Die Tribünen sind in den Stadionecken mit Betonbrücken verbunden. Das erste Spiel in der 16.200 Zuschauer fassenden Arena (alles Sitzplätze) wurde am 6. Juni 1995 ausgetragen. Dort trafen Real Madrid und Bayer 04 Leverkusen (1:0) zu einem Freundschaftsspiel aufeinander. Das erste Spiel des FC Granada fand am 22. August 1995 gegen Betis Sevilla statt. Es ging um die Trofeo Ciudad de Granada (deutsch: Pokal der Stadt Granada) und Granada siegte mit 4:1. Im Februar 1996 war das Stadion Schauplatz der Eröffnungsfeier der Alpinen Skiweltmeisterschaften. Nach dem letzten Aufstieg des Vereins in die Primera División 2011 wurde die Kapazität des Stadions auf 22.524 erweitert. Aktuell bietet es Platz für 19.336 Fans.
Neben den Fußballspielen finden auch Konzerte in der Sportanlage statt. Direkt neben dem Stadion liegt die 1991 eingeweihte Mehrzweckhalle Palacio Municipal de Deportes de Granada mit 7.358 Plätzen.

### Länderspiele
Fünfmal spielte die spanische Fußballnationalmannschaft im neuen Stadion von Granada.
- 6. September 1995:  Spanien –  Zypern 6:0 (EM 1996-Qualifikation)
- 23. September 1998:  Spanien –  Russland 1:0 (Freundschaftsspiel)
- 20. November 2002:  Spanien –  Bulgarien 1:0 (Freundschaftsspiel)
- 25. März 2011:  Spanien –  Tschechien 2:1 (EM 2012-Qualifikation)
- 12. November 2016:  Spanien –  Nordmazedonien 4:0 (WM 2018-Qualifikation)

Am 29. März und 2. April 1997 wurden die Heimspiele der albanischen Fußballnationalmannschaft in der WM-Qualifikation 1998 gegen die Ukraine (0:1) und Deutschland (2:3) in Granada auf neutralem Platz wegen des Lotterieaufstandes in Albanien ausgetragen.